# Onthophagus aloysiellus
Onthophagus aloysiellus är en skalbaggsart som beskrevs av Mario Zunino 1977. Onthophagus aloysiellus ingår i släktet Onthophagus och familjen bladhorningar. Inga underarter finns listade i Catalogue of Life.